# Girchi-Más Libertad
Girchi - Más Libertad (en georgiano: გირჩი - მეტი თავისუფლება, lit. 'Piña - Más Libertad') es un partido político en Georgia de ideología libertaria, fundado por Zurab Yaparidze. El lanzamiento del partido tuvo lugar el 26 de diciembre de 2020.

## Ideología
Girchi-Más Libertad es un partido político liberal clásico y libertario, que busca un sistema estatal basado en los principios de libertad política y económica.
El partido aboga por la descentralización política y administrativa, otorgando a la población local el derecho a elegir jueces y jefes de policía, liberalizando la política de drogas, aboliendo el servicio militar obligatorio y duplicando el presupuesto militar. En cuanto a las cuestiones económicas, Girchi-Más Libertad apoya una economía de libre mercado, recortes de impuestos, desregulación y la abolición del Banco Nacional de Georgia.
A nivel europeo, el partido es miembro de pleno derecho de la Alianza de los Liberales y Demócratas por Europa desde el 22 de junio de 2024.

## Historia
El partido se unió a una declaración de otros 14 partidos en el verano de 2021 para defender los derechos LGBT en Georgia en el período previo a la marcha del Orgullo en Tiflis.
Tras las protestas en Georgia de 2023 contra la ley de agentes extranjeros, la presidenta del país Salomé Zurabishvili promovió la Carta de Georgia, un plan para la próxima legislatura en con el objetivo de satisfacer las demandas de los manifestantes y acercar al país a la Unión Europea. Droa, junto con otros partidos de la oposición al gobierno de Sueño Georgiano se adhirieron al estatuto el 4 de junio de 2024. El 9 de julio de 2024, el partido firmó un acuerdo para acudir a las elecciones al parlamento de Georgia de 2024 en coalición con Ajali y Droa.

## Resultados electorales

### Elecciones locales
El partido se presentó en pocos municipios, obteniendo su mejor resultado en Tiflis, donde su candidato obtuvo un 3,29% de los votos (15.799).
| Election | Votes  | %    | Seats  | +/–   |
| -------- | ------ | ---- | ------ | ----- |
| 2021     | 25.467 | 1,44 | 1/2068 | Nuevo |